# Campos de Sport de El Sardinero (1913)
Los viejos Campos de Sport de El Sardinero, también conocidos como Viejo Sardinero, fueron inaugurados en 1913 y se situaban en el barrio santanderino de El Sardinero, en Cantabria, España.

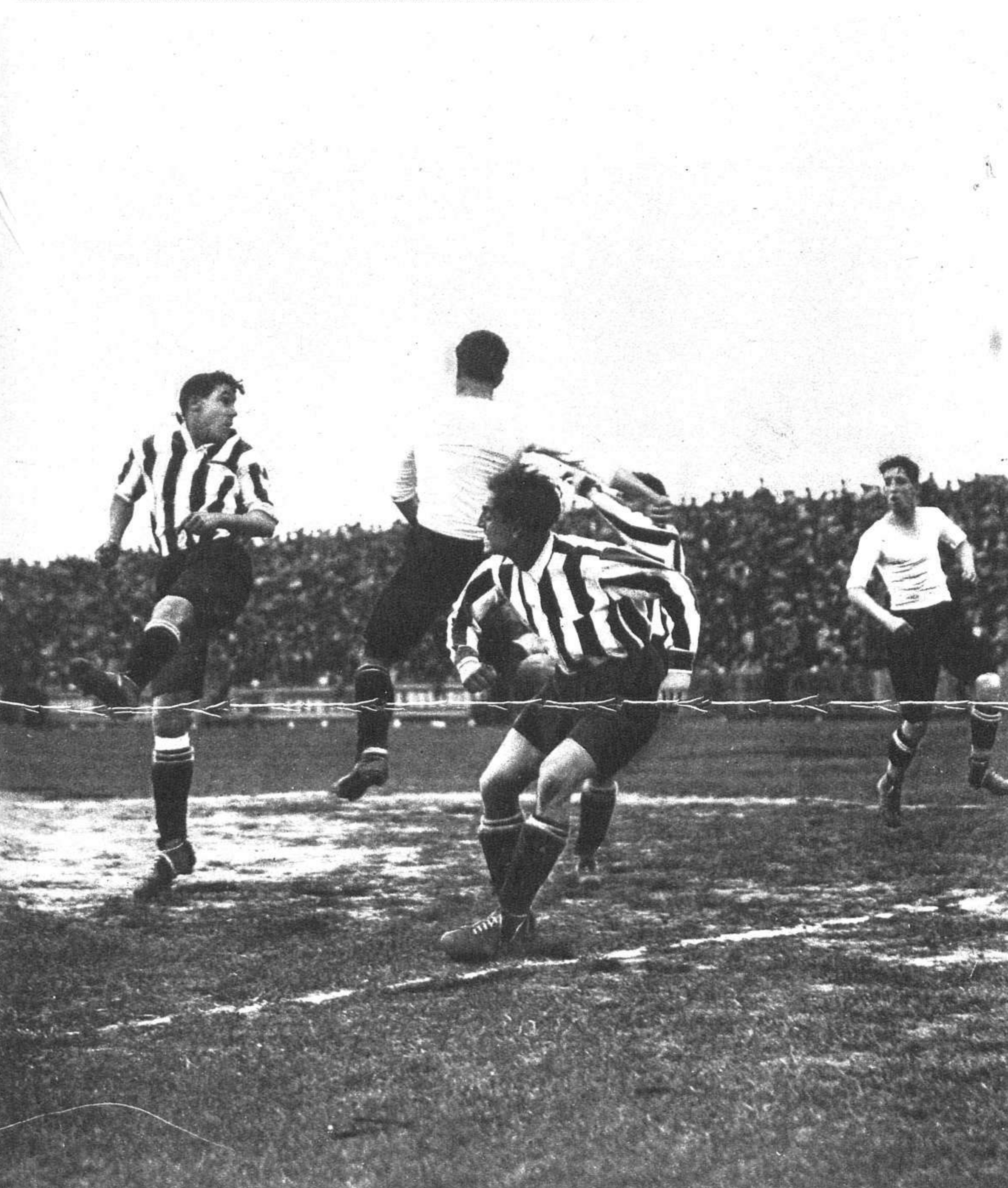
Partido celebrado en El Sardinero entre el Racing de Santander y el Athletic Club (2-0) del campeonato nacional de fútbol de 1928

Se derribaron en junio de 1988, el mismo año en el que se inauguraron los nuevos Campos de Sport. Tenían capacidad para 21 800 espectadores (4800 de ellos sentados). En la actualidad, en su solar existen unos jardines. Aún está marcado un córner sur. Fue el estadio local del Racing de Santander, del Rayo Cantabria cuando era filial del Racing y del desaparecido Club Deportivo Juventud Real Santander que también fue filial del Racing.
En el marco de excepcionalidad de la Guerra Civil los campos llegaron a formar parte, junto con la plaza de toros y el Hipódromo de Bellavista, de un complejo habilitado por las tropas italianas como campo de concentración para prisioneros republicanos el 26 de agosto de 1937. El campo de concentración de Santander llegará a albergar, en condiciones de hacinamiento, a cerca de 20 000 personas.